# Oxyurostylis salinoi
Oxyurostylis salinoi är en kräftdjursart som beskrevs av Brum 1966. Oxyurostylis salinoi ingår i släktet Oxyurostylis och familjen Diastylidae. Inga underarter finns listade i Catalogue of Life.